# Daniel Lewin
Daniel Mark Lewin, detto Danny (in ebraico: דניאל (דני) מארק לוין; Denver, 14 maggio 1970 – New York, 11 settembre 2001), è stato un matematico, militare, programmatore, informatico e imprenditore statunitense.

## Biografia
Daniel Lewin nacque a Denver il 14 maggio 1970 da una famiglia statunitense di origini ebraiche, figlio di Charles e Peggy Lewin e fratello di Jonathan e Michael Lewin. Crebbe a Gerusalemme per poi servire per quattro anni nel Sayeret Matkal, un commando d'élite dell'esercito israeliano, guadagnando il grado di capitano. Congedato con onore, Lewin divenne poi uno dei co-fondatori della Akamai Technologies, azienda che fondò nel 1998. Di fede ebraica, Lewin era sposato con Anne Lewin, da cui ebbe due figli: Itamar (nato nel 1993) e Eitan (nato nel 1996).

### Morte
Daniel Lewin è stato ucciso a bordo del volo American Airlines 11 durante gli attacchi dell'11 settembre 2001, apparentemente all'inizio del dirottamento dell'aereo. In una circolare del 2002 della FAA, autorità di amministrazione del traffico aereo degli Stati Uniti d'America, si afferma che Lewin possa essere stato assassinato dal dirottatore Satam al-Suqami dopo che aveva tentato senza successo di sventare il dirottamento. Nella circolare della FAA è scritto che Lewin era seduto al posto 9B di business class, vicino ai dirottatori Mohamed Atta e Satam al-Suqami (che probabilmente era seduto proprio dietro). Si afferma inoltre come Satam al-Suqami abbia sparato a Lewin, ma poi la FAA ha rettificato dicendo che è stato sgozzato con un taglierino. In seguito Lewin venne elencato come la prima vittima dell'11 settembre e, in suo onore, l'incrocio tra Main Street e Vassar Street a Cambridge, in Massachusetts, è stato chiamato "Danny Lewin Square".